# 李万春故居
李万春故居，位于北京市西城区北大吉巷22号，是京剧演员李万春的故居。现为西城区普查登记文物。

## 简介
李万春（1911年-1985年）是著名京剧文武生角演员、教育家，创办过“鸣春社”科班。李万春自1924年起，至1960年11月率团进藏，居住于北大吉巷22号。李万春故居占地面积较小，房间十分紧凑，砖雕精美。根据建筑的手法进行分析，该宅院大约在1920年代改建。李万春故居斜对面还有一座小型四合院，是当年鸣春社学员的宿舍及练功房。
2008年起，在宣武区大吉片拆迁中，李万春故居获得原址保留。2011年，李万春故居的8块精美的砖雕全部丢失。